# Stheniopygus medioalbus
Stheniopygus medioalbus är en skalbaggsart som beskrevs av Stefan von Breuning 1938. Stheniopygus medioalbus ingår i släktet Stheniopygus och familjen långhorningar. Inga underarter finns listade i Catalogue of Life.